# تجوية على شكل قرص عسل النحل

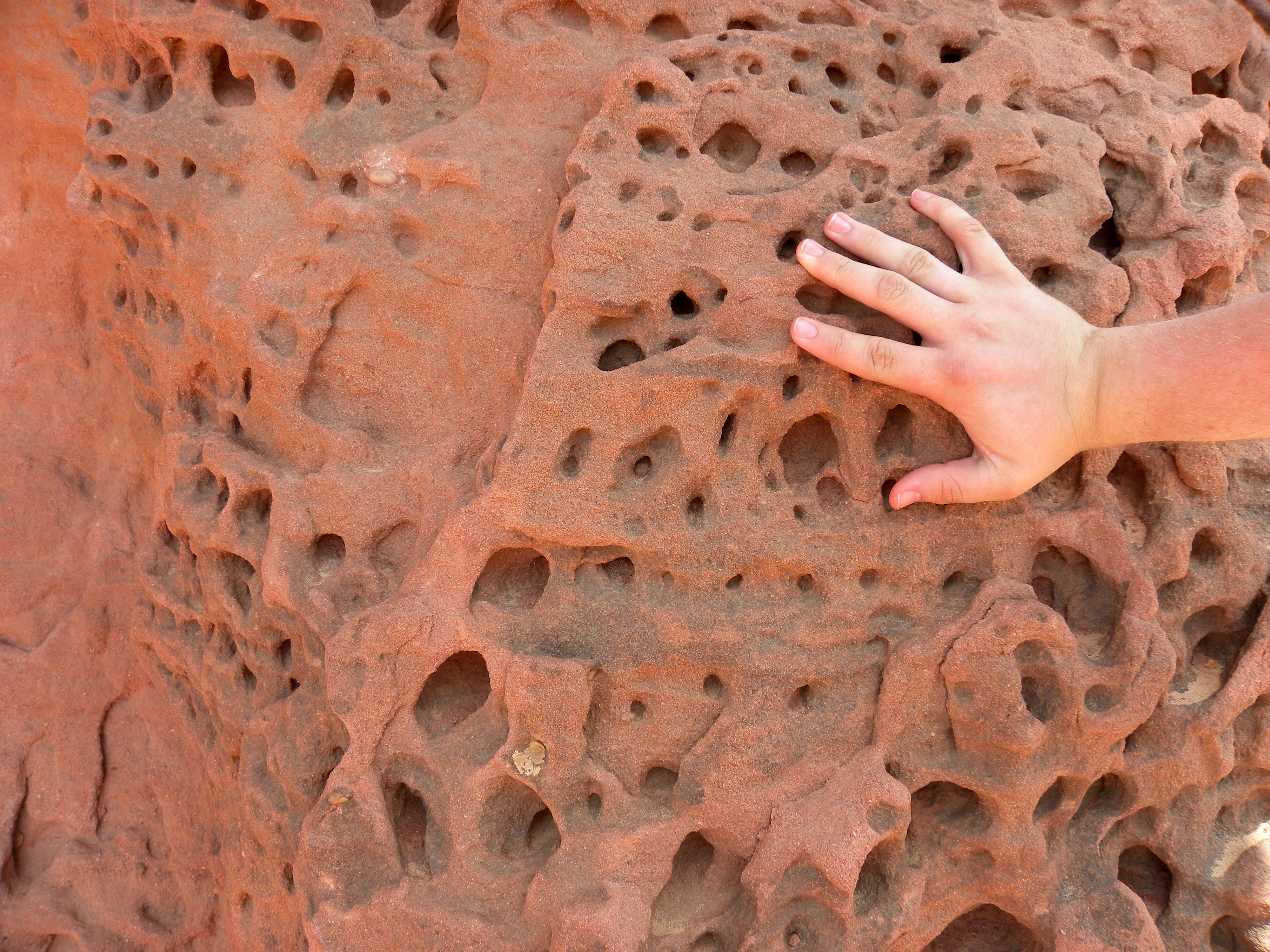
التجوية على شكل قرص عسل النحل في الحجر الرملي الكامبري، وادي تمناع، صحراء النقب، فلسطين المحتلة.

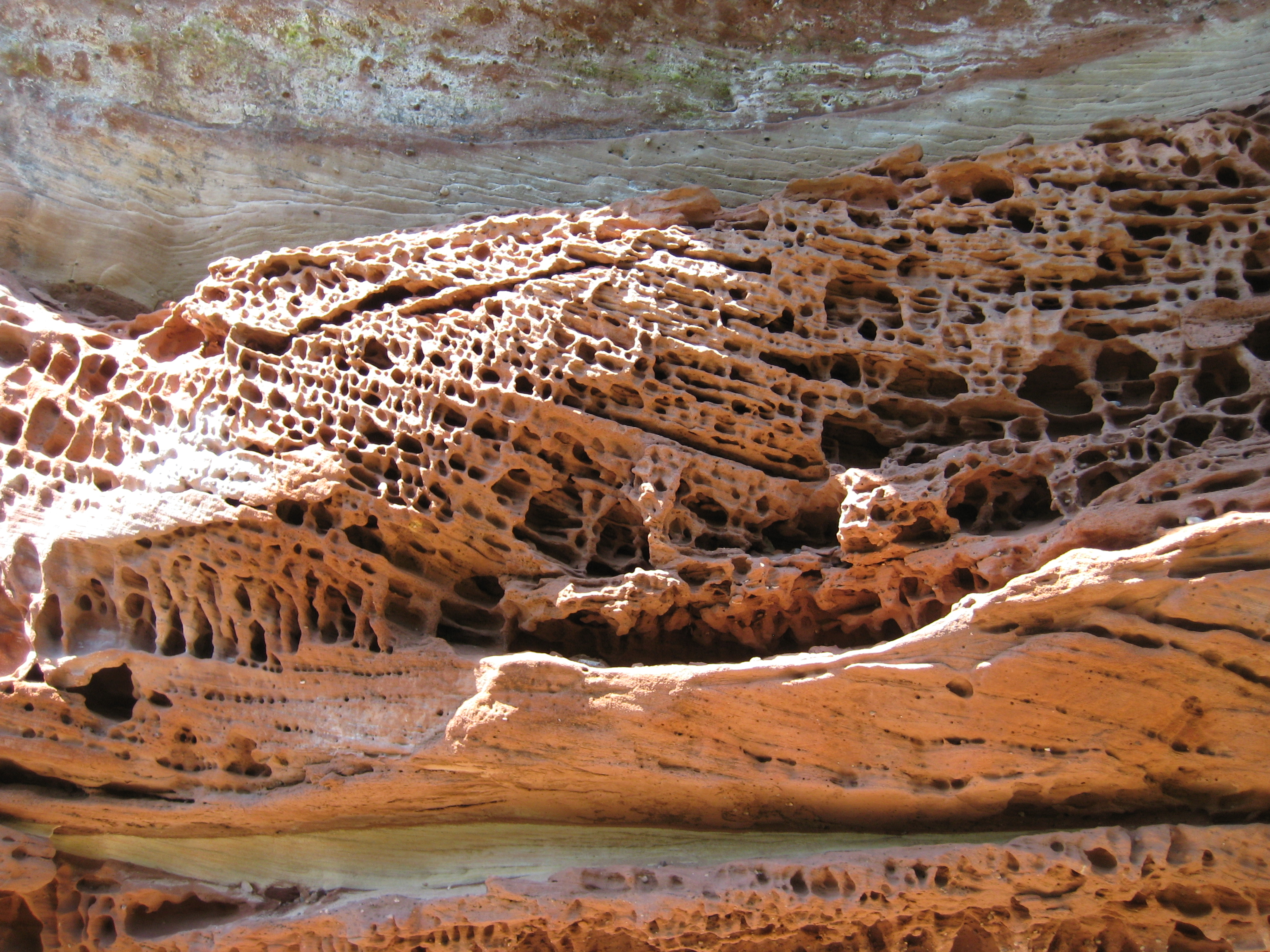
التجوية على شكل قرص عسل النحل في قلعة ألتدان في غابة بالاتينات، ألمانيا

التجوية على شكل قرص عسل نحل (بالإنجليزية: Honeycomb weathering)،  التي تُعرف أيضًا باسم التجوية التآكلية الكهفية والتجوية السنخية وتجوية الشعيرات الحجرية أو التافونية (Mustoe, 1982) هي نوع من التجوية الملحية التي تشيع في المناطق الساحلية وشبه القاحلة ذات الجرانيت والأحجار الرملية والحجر الجيري (Mustoe 1982). ولا تقتصر التجوية على شكل أقراص عسل النحل على الأماكن الطبيعية، ويمكن رؤيتها تنمو وتزداد على المباني التي يمكن فيها حدوث معدل نشوء. ويمكن أن يكون هذا المعدل بسرعة تبلغ عدة سنتيمترات في 100 عام (Mustoe 1982).  وتحدث التجوية على شكل أقراص عسل النحل في جميع أنحاء العالم من المناطق القطبية (French and Guglielmin 1999) إلى خط الاستواء. وهناك نوعان متميزان من التجوية على شكل أقراص عسل النحل الساحلية، ألا وهما ما بين مستويي المد وما فوق ذروة المد.

## السبب
لكي تحدث التجوية على شكل أقراص عسل النحل، لا بد من وجود مصدر ملحي لأن الآلية الأساسية لهذا النوع من التجوية هو رفع الملح. ويتم ترسيب الملح على سطح الصخرة بواسطة رذاذ المياه المالحة أو عن طريق الرياح. ويجب أن تكون هناك رطوبة لكي تتيح للملح الاستقرار على الصخور، بحيث يبدأ الملح في التبلور داخل مسام الصخور مع تبخر محلول الملح. كذلك هناك حاجة أيضًا للصخور المسامية، بحيث تكون هناك فراغات مسامية لكي يتبلور الملح داخلها. وهذه البلورات الملحية تعزل الحبيبات المعدنية، لتتركها عرضة لأشكال أخرى من أشكال التجوية. وتستغرق العملية فترات طويلة حتى تتجلى هذه التجوية، حيث إن الصخرة تمر عبر مراحل من الترطيب والتجفيف.
ويتم العثور على التجوية على شكل أقراص عسل النحل من النوع ما بين مستويي المد في الأسطح الأفقية في الصخرة الموجودة داخل منطقة المد والجزر. وهذا النوع من التجوية على شكل أقراص عسل النحل يكون محدودًا في نموه ويتوقف على معدل التخبر الناتج عن الشمس. وما إن تصبح المنخفضات كبيرة على نحو لا يسمح للشمس بتبخير كل ما في الفجوة عن طريق الموجة الارتدادية، فإن الفجوات تصبح كبيرة نظرًا لأن الملح لا يمكن أن يجف ويعزل الحبيبات.
ولا يزال سبب النمط المميز للتجوية على شكل أقراص العسل في المناطق المدية الجزرية على الأسطح العمودية قيد النقاش. ويعتقد بعض الجيولوجيين أن الجدران الجانبية للسنخ قد تكون محمية من التجوية الملحية عن طريق الطحالب المجهرية (Mustoe, 1982)، في حين يعتقد آخرون أن سبب ذلك هو تصلب الغطاء أو التعرض للرياح والشمس أو دوارات الترطيب والتجفيف أو الاختلافات المعدنية داخل الأحجار. وعلى الأرجح، فإن مزيجًا من هذه العوامل ينتج هذه الهياكل الرقيقة.

## البحوث
تمت دراسة التجوية على شكل أقراص عسل النحل باستخدام التصوير عن طريق المجهر الإلكتروني الماسح (SEM) وإعادة البناء المختبري لظروف التجوية ومطياف الكتلة وتنظير طيف انحراف الإلكترون (EDS) وغير ذلك من التقنيات الأخرى. وقد تمت دراستها على نطاق واسع في ضوء مسؤوليتها عن التدمير البطيء للعديد من المواقع التاريخية في جميع أنحاء العالم بما في ذلك، مدينة البتراء الأردنية المدمرة والجدران البحرية لـ ويستون-سوبر-مير، المملكة المتحدة.